# Millettia setigera
Millettia setigera är en ärtväxtart som beskrevs av Stephen Troyte Dunn. Millettia setigera ingår i släktet Millettia och familjen ärtväxter. Inga underarter finns listade i Catalogue of Life.